# Alī Efendi
Çatalcalı Ali Efendi (osmanisch چتالجه لو على افندى İA Çatalcalı ʿAlī Efendi; * 1632 in Çatalca; † 19. April 1692 in Edirne) war der 61. Scheichülislam des Osmanischen Reiches. Dieses Amt übte er von 1674 bis 1686 und noch einmal für wenige Wochen vom 9. März 1692 bis zu seinem Tod aus. Zuvor wirkte er als Kazasker. Er sprach Hocharabisch, Persisch und Osmanisch.

## Leben
Er war einer der führenden islamischen Juristen (Fuqaha) im hanafitischen Recht seiner Zeit. Bekannt wurde er vor allem durch sein Werk Fetâvâ-yı Ali Efendi, eine in Form von Fragen und Antworten geschriebene Sammlung hanefitischer Rechtsgutachten (Fatwa).